# Veliki Gatsby
Veliki Gatsby (eng. The Great Gatsby) je roman američkog književnika F. Scotta Fitzgeralda objavljen 1925. Središnja ličnost romana je Jay Gatsby, tajanstveni mladi bogataš kojeg muče ljubavni problemi, a priča je ispričana iz perspektive jednog njegovog prijatelja – Nicka Carrawaya.  
Radnja romana smještena je u tzv. lude dvadesete, poslijeratno razdoblje koje je u američkom društvu obilježila prohibicija, ali i opća dekadencija te procvat organiziranog kriminala i ilegalnih poslova kakvima se vjerojatno bavi i lik iz naslova. Osim njegovih ljubavnih problema te kritike materijalizma i nekih drugih ljudskih osobina, u romanu su prisutne i teme vezane uz američku kulturu i način života kao što su ambicioznost, bogatstvo, glamur i dokolica viših društvenih slojeva.  
Po objavljivanju je prošao nezapaženo, iako je odmah poslužio kao predložak za broadwaysku predstavu i igrani film. Za autorovog života prodan je u manje od 24.000 primjeraka. Nakon Drugog svjetskog rata romanu je porasla popularnost i danas je obvezna lektira u američkim srednjim školama i fakultetima. Ponovno je ekraniziran 1949., 1974. i 2013. godine.

## Radnja
Pripovjedač, Nick Carraway, mladi poslovni čovjek porijeklom sa Srednjeg zapada, dolazi u New York kako bi se okušao u trgovini dionicama. Unajmljuje skromnu kuću na obali, gdje se uglavnom nalaze raskošne rezidencije, da bi tamo proveo ljeto. Prvi susjed mu je Jay Gatsby, bogataš o kojemu kruže razne glasine, a koji priređuje vrlo popularne zabave za visoko društvo. Nick se u početku druži sa svojom sestričnom Daisy i njezinim bogatim mužem Tomom Buchanonom te njihovom prijateljicom Jordan Baker, profesionalnom igračicom golfa, s kojom se upušta u površnu ljubavnu vezu. Uskoro se upoznaje i sprijateljuje i s Gatsbyjem te doznaje istinu o njemu: da je prije odlaska u Prvi svjetski rat, kao siromašni časnik, bio u ljubavnoj vezi s Daisy; vrativši se iz vojske, gdje je dobio razna odlikovanja i čin majora, razočarao se vidjevši da ga je ona napustila i udala se.  Iako iz skromne obitelji, radnom disciplinom, pretvaranjima, vjerojatno i nekim ilegalnim poslovima, obogatio se i odlučio ponovno kontaktirati Daisy, koju je cijelo vrijeme volio, te se stoga doselio u New York.  
Na Gatsbyjev nagovor Nick ga povezuje s Daisy koja je nezadovoljna svojim brakom jer Tom ima ljubavnicu Myrtl, zahtjevnu suprugu vlasnika benzinske crpke koji naizgled ništa ne sluti o nevjeri. Između Gatsbyja i Daisy se ponovno javlja ljubav te uskoro dolazi do otvorenog verbalnog sukoba između njega i Toma pri čemu ona pokazuje da se koleba oko svoje konačne odluke. Nakon svađe Daisy ipak odlazi kući s Gatsbyjem, a na putu automobilom slučajno pregazi Myrtl, Tomovu ljubavnicu. Myrtlin muž, Wilson, na to poludi i umisli da mu je suprugu namjerno pregazio njezin bivši ljubavnik o kojemu je počeo imati neke sumnje. Prepoznavši automobil s mjesta nesreće, odlazi do Toma koji ga uvjerava da je Gatsby bivši ljubavnik i ubojica njegove žene; na to Wilson reagira tako što ubije Gatsbyja i zatim počini samoubojstvo. Na pokop Jaya Gatsbyja, naizgled vrlo omiljenog u visokom društvu, ne dolazi gotovo nitko što u Nicka izaziva gnušanje i razlaz sa svojim dosadašnjim poznanicima.